# Iván Gómez
Iván Ernesto Gómez Carrasco (nacido el 13 de junio de 1975 Santo Domingo, República Dominicana) es un montañista elite dominicano que en el año 2011 se convirtió en uno de los primeros dominicanos en llegar a la cima del Monte Everest y en julio del 2012 se convirtió en el único dominicano que ha escalado las montañas más altas de los cinco continentes habitados del planeta.

## Biografía
Es hijo de Cesar Augusto Gómez y Luz Mercedes Carrasco de Gómez, siendo el mayor de sus hermanos Alberto José y Cesar Arturo.
Cursó sus estudios primarios en el colegio Santa Teresita y la secundaria en el Colegio Loyola. A la edad de 13 años se enlistó en el Centro Excursionista Loyola descubriendo su pasión por las montañas.
Realizó sus estudios Universitarios de Administración de Empresas en INTEC  y posteriormente un máster en Negocios. En la actualidad preside el Grupo Desde El Medio, es Socio Fundador de VERTEX, charlista motivacional y dirige una fundación a beneficio de los parques nacionales y reservas naturales de la República Dominicana.

## Los Continentes

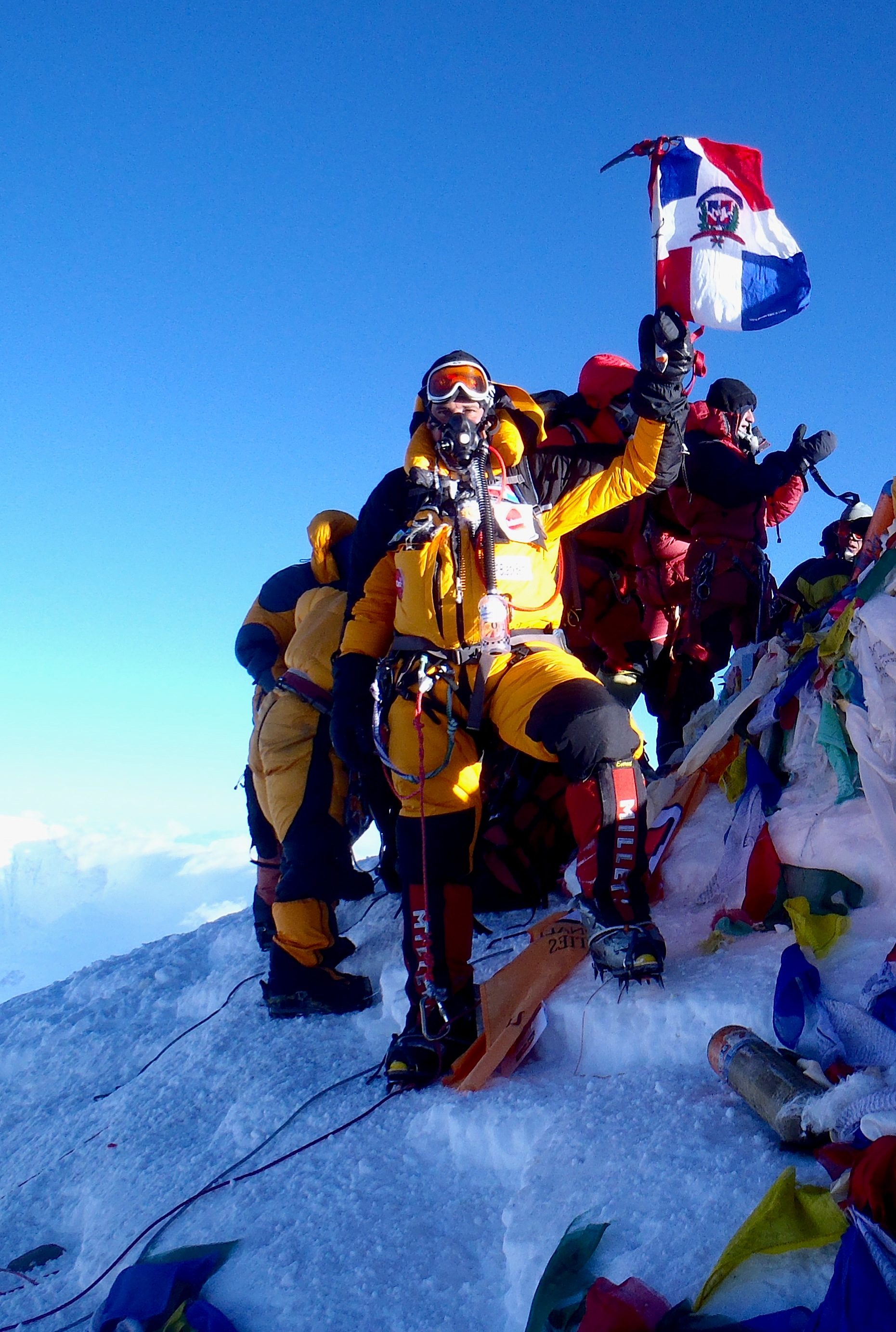
Iván Gómez en la cima del Monte Everest

En el año 2005 emprende junto a Federico Jovine, Luis Manuel Gonzales, Rubén Torres, Luis Franco y Karim Mella el proyecto “Coronando África” convirtiéndose en los primeros dominicanos en coronar la montaña más alta del continente Africano Kilimanjaro, de 5.895 m s. n. m. Luego de unos días de descanso y sin la participación de Luis Franco que estaba lesionado inician al ascenso del monte Kenia  una montaña mucho más técnica debido al tipo de escalada y equipos que requiere, lo cual requirió realizar un  vivac a 5 000 m s. n. m. para al día siguiente alcanzar la cima y descender exhaustos y con síntomas de deshidratación.
Posteriormente en el 2006 ya con la confianza y apoyo de patrocinadores emprenden junto a Federico Jovine, Rubén Torres y Karim Mella, el Proyecto “Coronando América”  siendo los 1 eros. Dominicanos en coronar la cumbre de la montaña más alta del continente Americano, el Aconcagua 6.962 m s. n. m. Allí debieron lidiar con las inclemencias del clima de esta traicionera montaña y asistir a un joven montañista español que durante el descenso empezó a sufrir los efectos del mal de altura. En esta expedición estuvieron acompañados de uno de sus mentores el Padre Chuco y guía espiritual del CEL, quien también intento hacer cumbre de manera infructuosa.
En agosto del 2007 y agotando una intensa búsqueda de patrocinadores, inicia junto a Rubén Torres, Federico Jovine y Luis Manuel Gonzales el proyecto “Coronando Europa” y luego de lidiar con los contratiempos de viaje y complicaciones de comunicación con los rusos logran hacer cumbre por primera vez en la montaña más alta del continente Europeo, el Monte Elbrus 5.640 m s. n. m.
Luego de una pausa, emprende en el año 2011 junto a Federico Jovine y Karím Mella el proyecto “EXCELSIOR” la 1.ª. Expedición Dominicana a la cima del Monte Everest 8.848 m s. n. m. lo cual requirió un año de preparación y dos meses de expedición para lograr hacer cumbre el 21 de mayo del 2011 a las 5:28 convirtiéndose junto a Karim Mella en los primeros dominicanos en colocar la bandera Dominicana en la cima del mundo. Federico Jovine se vio obligado a abandonar el ascenso a solo 400 m de la cima.
Luego de haberse recuperado física y emocionalmente del Everest, se dedica a la práctica del Triatlón participando en competencias locales e internacionales y un año más tarde emprende como único integrante la Expedición “Oceanía: El Final de la travesía”. (enlace roto disponible en Internet Archive; véase el historial, la primera versión y la última). Una cima que estuvo marcada por accidentes y amenazas de aborto de la expedición a través de una selva habitada por rebeldes y tribus caníbales, para finalmente en julio del 2012 coronar la cumbre de la montaña más alta del continente Oceanía, el Monte o Pirámide de Carstensz (conocido como Puncak Jaya) 4.884 m s. n. m. , y convirtiéndose en el primero y hasta la fecha el único dominicano en llegar a las montañas más altas de los cinco continentes habitados del planeta, hazaña que dedicó a los atletas Dominicanos que ese mismo año partirían a representar el país en los juegos olímpicos de Londres acompañados de la bandera que estuvo en la cima.

## Otras Expediciones

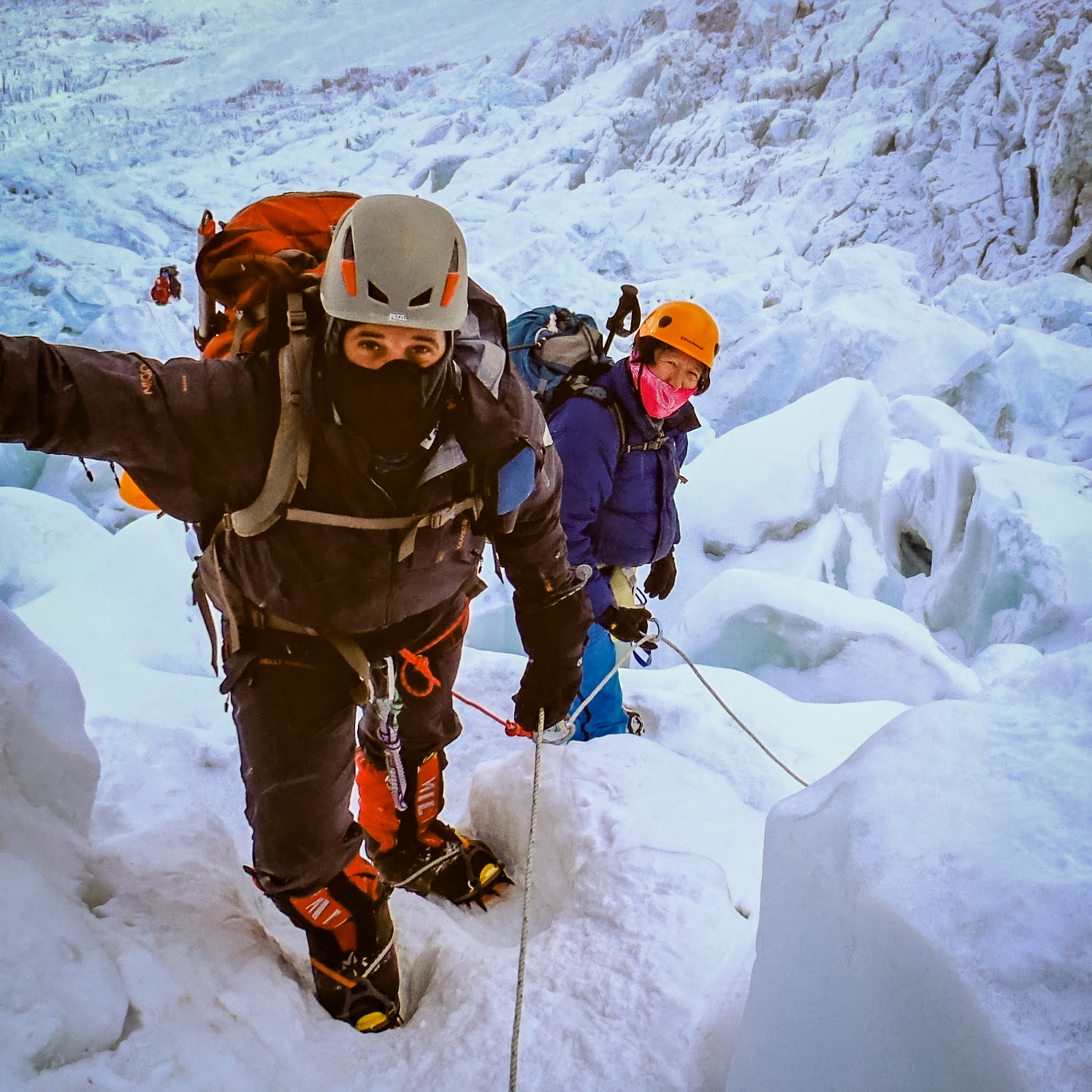
Iván Gómez junto a sherpa Mingma mientras atraviesa el peligroso Khumbu Icefall durante su ascensión al Monte Everest

Ha participado en innumerables expediciones tanto locales como internacionales, pudiéndose destacar el Ecochallenge 2000 de la selva Sabah en Borneo, donde junto a Luis Manuel Gonzales, Lorelei Sainz y Alfonzo Viego se convirtieron en el 1.er. Equipo Dominicano y del Caribe en participar y completar un Ecochallenge, carrera de aventura de 500 km a través de la selva utilizando medios no motorizados. En el año 2001 y luego de competir junto a un grupo de aventureros latinoamericanos fue seleccionado como miembro del equipo Dominicano en participar en el Malboro Adventure Team (desierto de UTAH, USA) junto Roger Jover, Lorelei Sainz y Quirico Abreu.
A lo largo de su carrera deportiva ha practicado diversas disciplinas destacándose en Wind Surf en el cual logró el Campeonato Nacional en las modalidades de Fórmula y Slalom en el año 2002.
En diciembre del 2003 se integra junto a Luis Manuel Gonzales y Federico Jovine al proyecto “10 en 10”, en el cual lograron implantar el récord en una travesía continua y sin descanso para escalar las diez montañas más altas de la República Dominicana en un tiempo récord de 10 días y fue allí donde fue donde empezaron a soñar con las altas cumbres iniciando la chispa que lo materializaría dos años después.
Luego en el 2006  forma equipo con Humberto Ruiz, Luís Manuel Gonzales y Karim Mella para participar y finalizar el Florida Coast to Coast. Carrera de Aventura de 3 días sin parar, en la que se atraviesa la Florida de Costa a Costa utilizando bicicleta de montaña, remando en Kayaks y caminando. En esta también participaron los dominicanos Roger Joven y Joan Febles como equipo de apoyo. Además en el 2008 logró el Subcampeonato Nacional de Enduro.

## Carrera militar

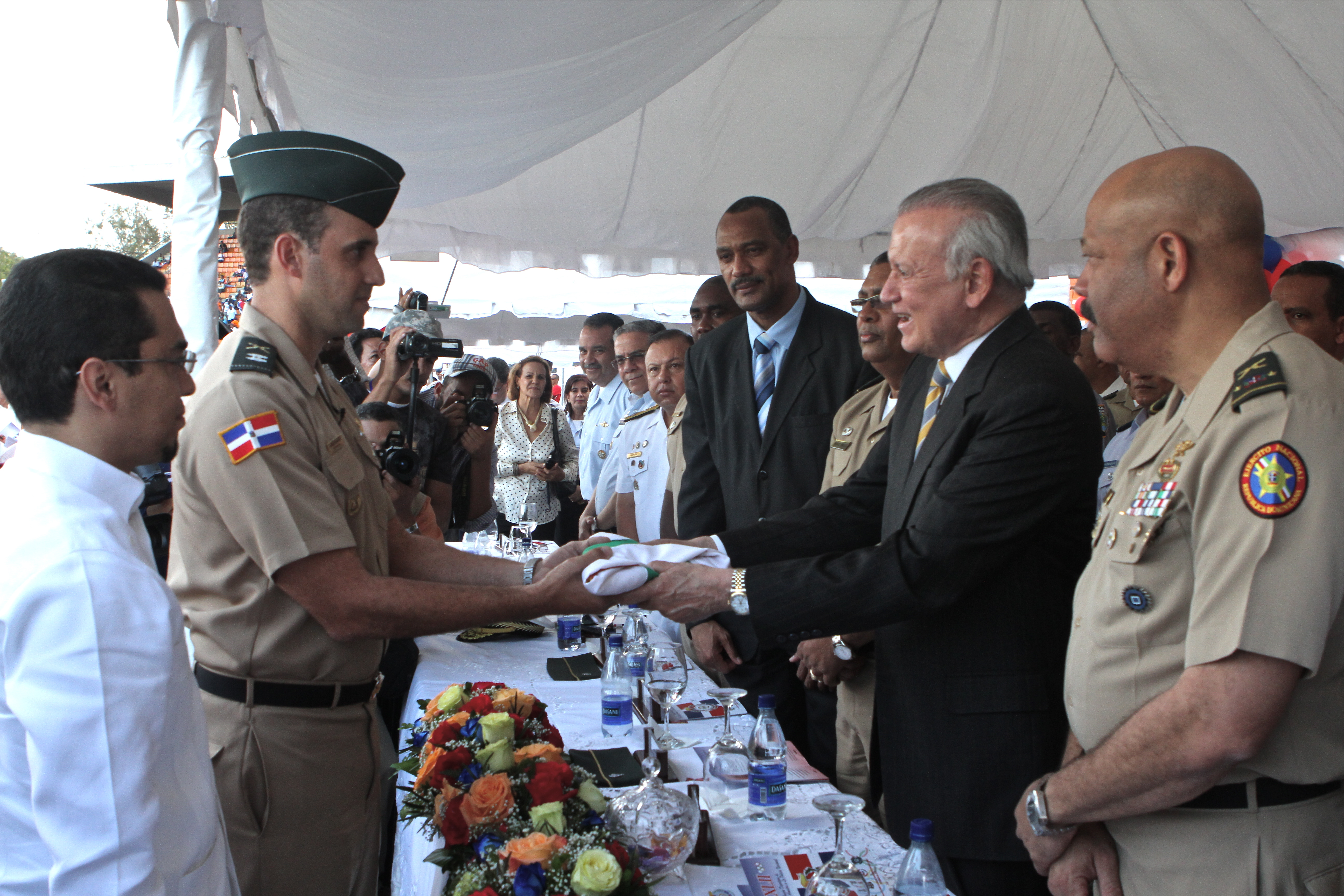
Recibiendo la bandera del Ejército de La República Dominicana

En el año 2003 ingresa como Tirador de Pistola de Precisión al equipo de Tiro del Ejército Dominicano. En el 2006 obtiene la Medalla de Oro como el mejor tirador de Tiro de Precisión en pistola 9 mm. En lo adelante como integrante del equipo logra medalla de oro de manera consecutiva hasta el año 2011, cuando pasa a formar parte del equipo de Fusil donde presta sus servicios al igual que en labores de docencia para los cadetes en ambas disciplinas.
En la expedición al Everest se le encomendó la misión de llevar también la Bandera de su institución el Ejército Dominicano, la cual fue entregada por el entonces Vicepresidente de la República Dominicana Rafael Alburquerque hazaña también materializada por Gómez quien hoy ostenta el rango de Capitán del Ejército de La República Dominicana

## Labor Social
Además de impartir conferencias y charlas motivacionales crea y preside la Fundación Desde el Medio, destinada al desarrollo, protección y conservación de las áreas protegidas o parques nacionales así como a las comunidades aledañas que los rodean . Hasta la fecha las mayores acciones y esfuerzos se han concentrado en los Parques José del Carmen Ramírez y Armando Bermúdez donde se abrió la nueva ruta Oliver Puello, al igual que en el parque Submarino La Caleta en el que colabora con la Fundación Reef Check como miembro honorífico de la Directiva . 

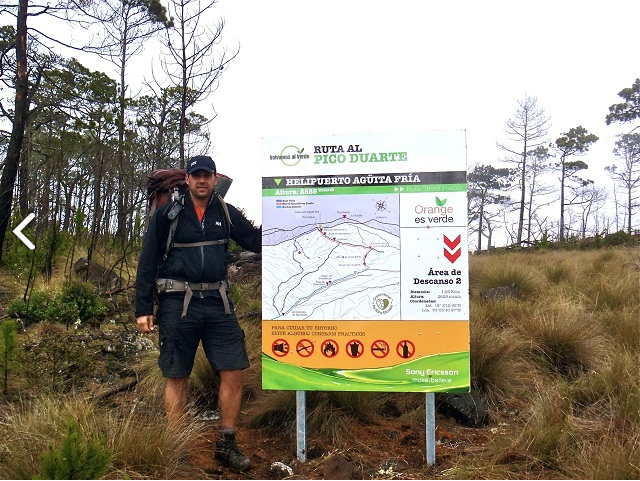
Nueva ruta Oliver Puello hacia el Pico Duarte

## Reconocimientos y galardones
-	Reconocimiento al Mérito de la Marina de Guerra 2002.
-	Reconocimiento Actos Conmemorativos 54 Aniversario Fuerza Aérea Dominicana 2002.
-	Reconocimiento del Grupo empresarial BON 2007.
-	Nominado al Premio Hombre y Mujer del Año del Diario Libre en el 2007.
-	Reconocimiento de La Asociación Nacional de Ahorros y Préstamos 2011.
-	Reconocimiento por La Universidad Nacional Pedro Henríquez Ureña 2011.
-	Reconocimiento como Egresado Destacado del año de La Universidad INTEC 2011.
-	Reconocimiento del Círculo Deportivo de Las Fuerzas Armadas y La Policía Nacional en el 2011.
-	Nominación al Premio Hombre y Mujer del año del Diario Libre en el 2012
-	Reconocimiento de La Cámara de Comercio de La Ciudad de La Vega2012.
-	Reconocimiento de La Cámara de Diputados de La República Dominicana 2013.
-	Reconocimiento Revista ES del periódico HOY como Solucionista del Año 2013 